# 1996年アトランタオリンピックのニュージーランド選手団
1996年アトランタオリンピックのニュージーランド選手団（1996ねんアトランタオリンピックのニュージーランドせんしゅだん）は、1996年7月19日から8月4日にかけてアメリカ合衆国のジョージア州アトランタで開催された1996年アトランタオリンピックのニュージーランド選手団、およびその競技結果。

## 概要
今大会は金メダル3個、銀メダル2個、銅メダル1個の合計6個のメダルを獲得した。

## メダル
| メダル | 選手名             | 競技 | 種目           |
| ------ | ------------------ | ---- | -------------- |
| 金     | ダニヨン・ローダー | 競泳 | 男子200m自由形 |
| 金     | ダニヨン・ローダー | 競泳 | 男子400m自由形 |